# دهستان بدوستان شرقی
دهستان بدوستان شرقی یکی از دهستان‌های استان آذربایجان شرقی است که در بخش مرکزی شهرستان هریس واقع شده است.